# Parti du peuple (Thaïlande, 2024)
Pour les autres partis politiques thaïlandais portant ce même nom, voir Parti du peuple (Thaïlande, homonymie).
Pour les partis portant ce nom dans d'autres pays, voir Parti du peuple.
Le Parti du peuple (officiellement en anglais : People's Party ; en thaï : พรรคประชาชน, RTGS : Phak Prachachon) est un parti politique thaïlandais.
Originellement fondé sous le nom du Thinkakao (thaï : พรรคถิ่นกาขาว) en 2012, puis renommé en le Thinkakao Chaovilai (thaï : พรรคถิ่นกาขาวชาววิไล) en 2018, son troisième changement de nom sous le Parti du peuple en 2024 fait suite à la dissolution d'Aller de l'avant en août de la même année par la Cour constitutionnelle.
À la suite de la non-éligibilité à la politique pour dix ans de huit de ses députés, les 143 restants rejoignent ainsi de facto le successeur de leur ancien parti.

## Historique

### Thinkakao
Le parti Thinkakao est fondé pour la première fois le 7 août 2012 par Wiboon Saengkanchanawanit et Ampai Kalaphan, respectivement chef et secrétaire général du parti.
Les principales propositions du parti sont l'imposition du bouddhisme comme religion d'État et la transformation du ministère actuel de la Culture en un ministère du Bouddhisme.
Le 5 août 2016, à la suite du décès de Wiboon Saengkanchanawanit, tous les membres restants du comité exécutif démissionnent.

### Thinkakao Chaovilai
Le 30 novembre 2018, le parti est renommé en Thinkakao Chaovilai. Un changement de logo et de comité exécutif est effectué.
Le parti ne remporte aucun siège lors des élections de 2019 et de 2023.

### Parti du peuple
À la suite de la dissolution du parti Aller de l'avant par la Cour constitutionnelle le 7 août 2024,, il est annoncé le lendemain que les anciens 143 députés du parti rejoignent le Thinkakao Chaovilai. Il s'était en effet déjà préparé à recevoir plusieurs des membres d'Aller de l'avant si le parti était amené à être dissous.
Alors que les médias annonçaient que Sirikanya Tansakul était pressentie pour devenir la nouvelle cheffe de la nouvelle formation politique succédant à Aller de l'avant, il s'agit finalement de Natthaphong Ruangpanyawut qui est élu en interne. En parallèle, un nouveau nom est trouvé pour renommer l'actuel parti Thinkakao Chaovilai : le nom du Parti du peuple est choisi,,,.
Il s'agit de la cinquième fois qu'un parti du même nom est fondé : quatre anciens partis au même nom ont été précédemment fondés en 1947, 1956, 1988 et 1998,.
À la suite du changement de nom et du logo, le comité exécutif est élu le 9 août.

## Programme politique
Lors de la conférence de presse d'annonce du parti, Natthaphong Ruangpanyawut veut que le parti a l'intention de remporter la majorité absolue aux prochaines élections et que le prochain gouvernement issu de ces élections soit à parti unique. Le parti a aussi annoncé qu'il ne reculerait pas sur ses propositions d'amender la loi de lèse-majesté, que l'idéologie politique du parti devait être « Liberté, égalité, fraternité »,. Il souhaite l'égalité politique, économique et sociale[réf. nécessaire], la décentralisation du gouvernement[réf. nécessaire] et la diversité culturelle et des genres[réf. nécessaire].

## Historique des dirigeants

### Chefs
| Portrait             | Nom       | Nom                       | Dates du mandat                                               |
| Thinkakao            | Thinkakao | Thinkakao                 | Thinkakao                                                     |
| -------------------- | --------- | ------------------------- | ------------------------------------------------------------- |
|                      |           | Wiboon Saengkanchanawanit | 7 août 2012 - 5 août 2016 (3 ans, 11 mois et 29 jours)        |
| Thinkakhao Chaovilai |           |                           |                                                               |
|                      |           | Chumchadathan Hannarong   | 30 novembre 2018 - 28 février 2020 (1 an, 2 mois et 29 jours) |
|                      |           | Juthamat Ploddee          | 28 juin 2020 - 15 mars 2023 (2 ans, 8 mois et 15 jours)       |
|                      |           | Lalita Siripatcharanan    | 19 mars 2023 - 5 avril 2024 (1 an et 17 jours)                |
|                      |           | Tul Tintamora             | 5 avril - 9 août 2024 (4 mois et 4 jours)                     |
| Parti du peuple      |           |                           |                                                               |
|                      |           | Natthaphong Ruangpanyawut | depuis le 9 août 2024 (9 mois et 30 jours)                    |

### Secrétaires généraux
| Portrait             | Nom       | Nom                    | Dates du mandat                                               |
| Thinkakao            | Thinkakao | Thinkakao              | Thinkakao                                                     |
| -------------------- | --------- | ---------------------- | ------------------------------------------------------------- |
|                      |           | Amphai Kalaphan        | 7 août 2012 - 5 août 2016 (3 ans, 11 mois et 29 jours)        |
| Thinkakhao Chaovilai |           |                        |                                                               |
|                      |           | Juthamat Ploddee       | 30 novembre 2018 - 28 février 2020 (1 an, 2 mois et 29 jours) |
|                      |           | Chaianan Manakul       | 28 juin 2020 - 15 mars 2023 (2 ans, 8 mois et 15 jours)       |
|                      |           | Rongrak Bunsiri        | 19 mars 2023 - 5 avril 2024 (1 an et 17 jours)                |
|                      |           | Krittin Nithibenyakorn | 5 avril - 9 août 2024 (4 mois et 4 jours)                     |
| Parti du peuple      |           |                        |                                                               |
|                      |           | Sarayut Jailak         | depuis le 9 août 2024 (9 mois et 30 jours)                    |

### Autres dirigeants
| Portrait        | Nom             | Nom                  | Fonction        | Dates du mandat                            |
| Parti du peuple | Parti du peuple | Parti du peuple      | Parti du peuple | Parti du peuple                            |
| --------------- | --------------- | -------------------- | --------------- | ------------------------------------------ |
|                 |                 | Sirikanya Tansakul   | Cheffe adjointe | depuis le 9 août 2024 (9 mois et 30 jours) |
|                 |                 | Parit Watcharasindhu | Porte-parole    | depuis le 9 août 2024 (9 mois et 30 jours) |

## Résultats électoraux

### Élections législatives
| Année | Tête de liste             | Voix  | Voix  | %    | %    | Rang | Rang | Sièges  | Statut                   | Gouvernement             |
| Année | Tête de liste             | SM    | SP    | SM   | SP   | SM   | SP   | Sièges  | Statut                   | Gouvernement             |
| ----- | ------------------------- | ----- | ----- | ---- | ---- | ---- | ---- | ------- | ------------------------ | ------------------------ |
| 2014  | Wiboon Saengkanchanawanit | NC    | NC    | NC   | NC   | NC   | NC   | 4 / 500 | Élection annulée         | Élection annulée         |
| 2019  | Chumchadathan Hannarong   | 6 799 | 6 799 | 0,02 | 0,02 | 54e  | 54e  | 0 / 500 |                          |                          |
| 2023  | Lalita Siripatcharanan    | 876   | 5 534 | 0    | 0,01 | 64e  | 64e  | 0 / 500 | Opposition (depuis 2024) | Opposition (depuis 2024) |